# Scrinium neozelanicum
Scrinium neozelanicum är en snäckart som först beskrevs av Suter 1908.  Scrinium neozelanicum ingår i släktet Scrinium och familjen kägelsnäckor. Inga underarter finns listade i Catalogue of Life.